# Onocephala lacordairei
Onocephala lacordairei là một loài bọ cánh cứng trong họ Cerambycidae.